# Linolenska kislina
Linolenska kislina, natančneje α-linolenska kislina, (IUPAC-ime: cis,cis,cis-oktadeka-9,12,15-trienojska kislina) je trikrat nenasičena maščobna kislina z 18 ogljikovimi atomi, ki spada med 3-omega maščobne kisline. Vse tri dvojne vezi imajo konfiguracijo cis. Je sestavina triacilglicerolov in membranskih fosfolipidov ter prekurzor v sintezi arahidonske kisline. Organizem jo nujno potrebuje za normalno delovanje, vendar je sam ne more proizvesti. Zato jo štejemo med esencialne maščobne kisline. Nahaja se v nekaterih ribjih in rastlinskih oljih. Linolenska kislina je pri sobnih razmerah brezbarvna kapljevina. Njeno tališče je pri −11 °C, vrelišče pa pri 232 °C.
Poleg α-linolenske kisline, ki jo pogosteje imenujemo kar preprosto linolenska kislina, poznamo še γ-linolensko kislino, ki spada med omega-6 maščobne kisline.

## Poimenovanje
Pridevnik linolenska prihaja iz grške besede linos, ki pomeni lan.

## Pridobivanje
Maščobne kisline sprostimo iz trigliceridov z umiljenjem, tako da kuhamo ustrezno maščobo oziroma olje z lugom. Ker vsebujejo naravni trigliceridi po navadi različne maščobne kisline, moramo po umiljenju le-te še med seboj ločiti.